# Benoît Jacquot
Benoît Jacquot (París, 5 de febrero de 1947) es un cineasta, realizador de televisión y escenógrafo francés.

## Biografía
Inició su carrera cinematográfica en 1965 como asistente de Bernard Borderie y luego de Marguerite Duras.
Ha vivido con Dominique Sanda y posteriormente con Judith Godrèche cuando esta, a los 15 años, abandonó a su familia para trabajar de cerca con él. Más tarde tuvo un hijo con la actriz Anne Consigny, que luego fue actor, Vladimir Consigny.
Benoît Jacquot es miembro de «L'Exception», grupo de reflexión sobre el cine. Ha sido miembro del Jurado de Cannes en 2005, presidido por Emir Kusturica.

## Estilo
Benoît Jacquot trabaja de un modo discreto y sin alardes. Algunos aprecian su clasicismo ascético, pero a la vez hay toques en él muy modernos, cercanos al experimentalismo. Hubo un influjo de Robert Bresson en sus primeras películas, como L'assassin musicien, de 1975. Luego, abandonó ese rigor extremo, aunque siguiese experimentando, sobre todo en sus filmes más económicos.
Cuando hizo Corps et biens (1985), Danei señalaba la lentitud de su producción (tres filmes desde 1975) y su tendencia narcisista. Luego, ha ido rodando de continuo
Jean-Michel Frodon, en Cahiers du cinéma señala que su obra es «variada y desigual», y que es un autor ligado a lo real, a la literatura y al inconsciente.
Con cuatro participaciones en sus películas, la actriz Isabelle Huppert es una de sus colaboradoras recurrentes: Pas de scandale, L'école de la chair, La fausse suivante. También destaca su trabajo como protagonista casi absoluta en Villa Amalia (2009), cuando Jacquot adapta la novela de Pascal Quignard, compensando las palabras de este con ensayos sobre el piano.

## Filmografía
Cine
- L'assassin musicien, 1975
- Les enfants du placard, 1977
- Retour à la bien-aimée, 1979 (guion)
- Las alas de la paloma, basada en la novela homónima de Henry James.
- Corps et biens, 1985
- Les Mendiants, 1987
- Voyage au bout de la nuit, 1988
- La désenchantée, 1990
- La mort du jeune aviateur anglais, corto, 1993
- Écrire, corto, 1993
- La fille seule, 1995
- Le Septième Ciel, 1997
- La fausse suivante, de Marivaux, 1998
- La escuela de la carne, 1998
- Par cœur, 1998
- Ningún escándalo, 1999
- Sade, 2000
- Tosca, de Puccini, 2001[3]
- Adolphe, 2002.
- À tout de suite de Élisabeth Fanger, 2004.
- L'Intouchable, 2006.
- Villa Amalia, de Pascal Quignard, 2009.
- Adiós a la reina, 2012.
- Tres corazones, 2014.
- Journal d'une femme de chambre, 2015.

TV
- Jacques Lacan : la psychanalyse, 1974, documental
- Une villa aux environs de New York, 1983
- Elvire Jouvet 40, 1987
- La Scène Jouvet (documental), 1987
- La Bête dans la jungle, 1988
- Dans la solitude des champs de coton, 1990
- Emma Zunz, 1992
- La Vie de Marianne, 1994
- Un siècle d'écrivains: J. D. Salinger, 1996
- Princesse Marie, 2003
- Gaspard le bandit, 2006
- Les faux monnayeurs, 2010

Ópera
- Werther, 2010